# Live at Winterland
Live at Winterland – wydana pośmiertnie kompilacja utworów koncertowych zespołu The Jimi Hendrix Experience, zawierająca jego nagrania z 6 występów w Winterland z 10 – 12 października 1968 roku.

## Lista utworów
Autorem wszystkich utworów, chyba że zaznaczono inaczej jest Jimi Hendrix.
| Nr  | Tytuł utworu                                    | Długość |
| --- | ----------------------------------------------- | ------- |
| 1.  | „Prologue”                                      | 0:57    |
| 2.  | „Fire”                                          | 3:12    |
| 3.  | „Manic Depression”                              | 4:46    |
| 4.  | „Sunshine of Your Love” (Clapton, Bruce, Brown) | 6:25    |
| 5.  | „Spanish Castle Magic”                          | 5:32    |
| 6.  | „Red House”                                     | 10:58   |
| 7.  | „Killing Floor”                                 | 8:05    |
| 8.  | „Tax Free” (Hansson/Karlsson)                   | 8:00    |
| 9.  | „Foxy Lady”                                     | 4:50    |
| 10. | „Hey Joe” (Roberts)                             | 6:44    |
| 11. | „Purple Haze”                                   | 4:34    |
| 12. | „Wild Thing” (Taylor)                           | 3:05    |
| 13. | „Epilogue”                                      | 0:30    |
|     |                                                 | 1:07:38 |

## Artyści nagrywający płytę
- Jimi Hendrix – gitara, śpiew
- Mitch Mitchell – perkusja
- Noel Redding – gitara basowa, gitara rytmiczna – 7
- Jack Casady – gitara basowa – 7